# Barbara Schmidt-Thieme
Barbara Schmidt-Thieme (* 18. November 1968 in Heidelberg) ist eine deutsche Mathematikdidaktikerin.

## Leben
Nach dem Abitur 1988 am Kurfürst-Friedrich-Gymnasium Heidelberg studierte sie von 1988 bis 1994 Germanistik und Mathematik an den Universitäten Heidelberg und München. Nach der Promotion 1998 in den Fächern Germanistik und Mathematik war sie von 1998 bis 2004 wissenschaftliche Assistentin an der Pädagogischen Hochschule Karlsruhe in den Fächern Deutsch und Mathematik. 2004 wurde sie Professorin für Mathematik und ihre Didaktik an der Pädagogischen Hochschule Ludwigsburg. Seit 2006 ist sie Professorin für Mathematik und ihre Didaktik an der Universität Hildesheim.
Ihre Forschungsschwerpunkte sind Repräsentationsformen mathematischen Wissens, Entwicklung und Gebrauch von Fachsprachkompetenz und Geschichte der Mathematik und des Mathematikunterrichts.

## Schriften (Auswahl)
- Johannes Widmanns „Behende vnd hubsche Rechenung“. Die Textsorte „Rechenbuch“ in der Frühen Neuzeit. Tübingen 2000, ISBN 3-484-31222-X.
- mit Hans-Georg Weigand, Andreas Filler, Reinhard Hölzl, Sebastian Kuntze, Matthias Ludwig, Jürgen Roth und Gerald Wittmann: Didaktik der Geometrie für die Sekundarstufe I. Berlin 2018, ISBN 3-662-56216-2.
- mit Martina Wernicke, Maxi L. Ritter, Anna J. Torner, Jasmin M. Kizilirmak und Kristian Folta-Schoofs: STARK – ein neuropsychologisches Gruppentraining. Zur inklusiven vorschulischen Förderung der Raumwahrnehmung und Raumkognition. Hildesheim 2021, ISBN 3-96424-030-3.